# SAK Samobor
SAK Samobor, hrvatski automobilistički klub iz Samobora. Bio je klupski prvak Hrvatske. Uspješni vozači iz ovog kluba su Igor Bogović i drugi.

## Vanjske poveznice
- Racing.hr  Arhivirana inačica izvorne stranice od 9. studenoga 2019. (Wayback Machine)